# イーニッド・スタンプ・テイラー
イーニッド・スタンプ・テイラー（Enid Stamp Taylor、1904年6月12日 - 1946年1月13日）は、イギリスの女優。